# Nico Leijsten
Nico Leijsten (Kronenberg, 1 mei 1982) is een voormalig Nederlands profvoetballer die doorgaans als middenvelder of vleugelverdediger speelde.

## Loopbaan
Leijsten doorliep de jeugdopleiding van VVV en PSV en gold er als een talentvolle speler. Hij werd meermaals geselecteerd voor vertegenwoordigende elftallen. Omdat hij bij PSV niet in aanmerking kwam voor een plek bij de selectie werd hij in 2002 voor een jaar verhuurd aan eerstedivisionist VVV. Op 20 september 2002 maakte hij daar zijn profdebuut in een met 2-0 verloren uitwedstrijd bij Emmen. Na een jaar verliet Leijsten het betaald voetbal. Via Union Nettetal belandde hij in 2004 bij hoofdklasser SV Deurne waar hij uitgroeide tot international van het Nederlands amateurvoetbalelftal.

## Statistieken
| Seizoen         | Club            | Competitie      | Competitie | Competitie | Beker | Beker | Nacompetitie | Nacompetitie | Totaal | Totaal |
| Seizoen         | Club            | Competitie      | Wed.       | Dlp.       | Wed.  | Dlp.  | Wed.         | Dlp.         | Wed.   | Dlp.   |
| --------------- | --------------- | --------------- | ---------- | ---------- | ----- | ----- | ------------ | ------------ | ------ | ------ |
| 2002/03         | → VVV           | Eerste divisie  | 18         | 0          | 1     | 0     | —            | —            | 19     | 0      |
| Carrière totaal | Carrière totaal | Carrière totaal | 18         | 0          | 1     | 0     | 0            | 0            | 19     | 0      |